# Bruggenhoek 44 (Zottegem)

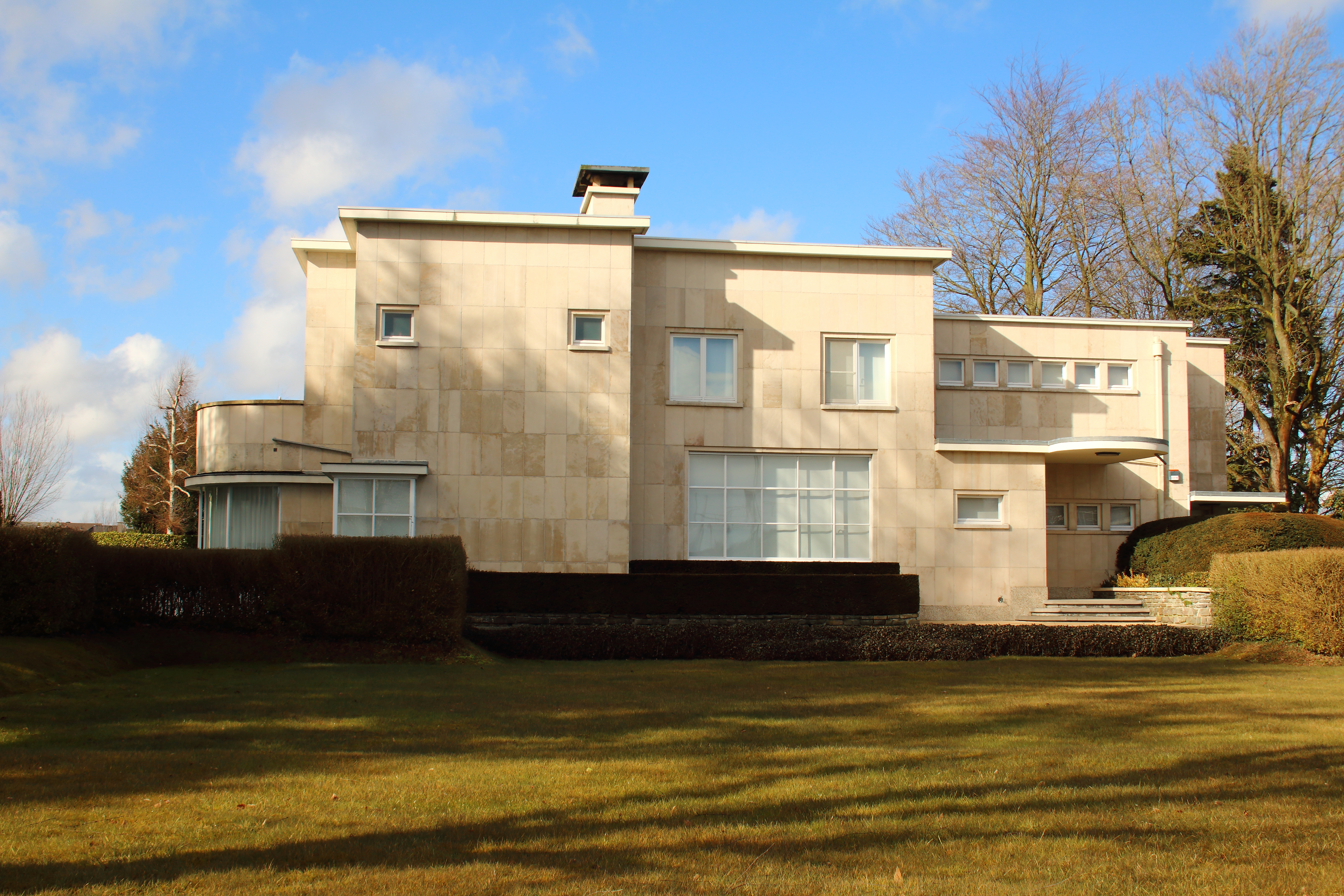

De villa op de Bruggenhoek 44 in de Belgische stad Zottegem (deelgemeente Strijpen) is een bouwwerk dat in 1938 werd opgetrokken in art-deco-stijl door de Gentse architect Gérald Hoge. De opdrachtgever voor de villa was de Zottegemse textielfabrikant Jacques  Cantaert (wiens vader Paul Cantaert rond 1925 Villa Cantaert had laten bouwen op de Bruggenhoek). De sobere tuin werd aangelegd door de Gentse tuinarchitect Alfons Collumbien. De modernistische villa heeft platte daken en kubusvormige volumes. Het gebouw heeft een betonnen skelet en betonnen kroonlijsten; de gevel is bekleed met natuursteen. De villa heeft een gebogen luifel en een halfcirkelvormige erker met glas.

## Afbeeldingen

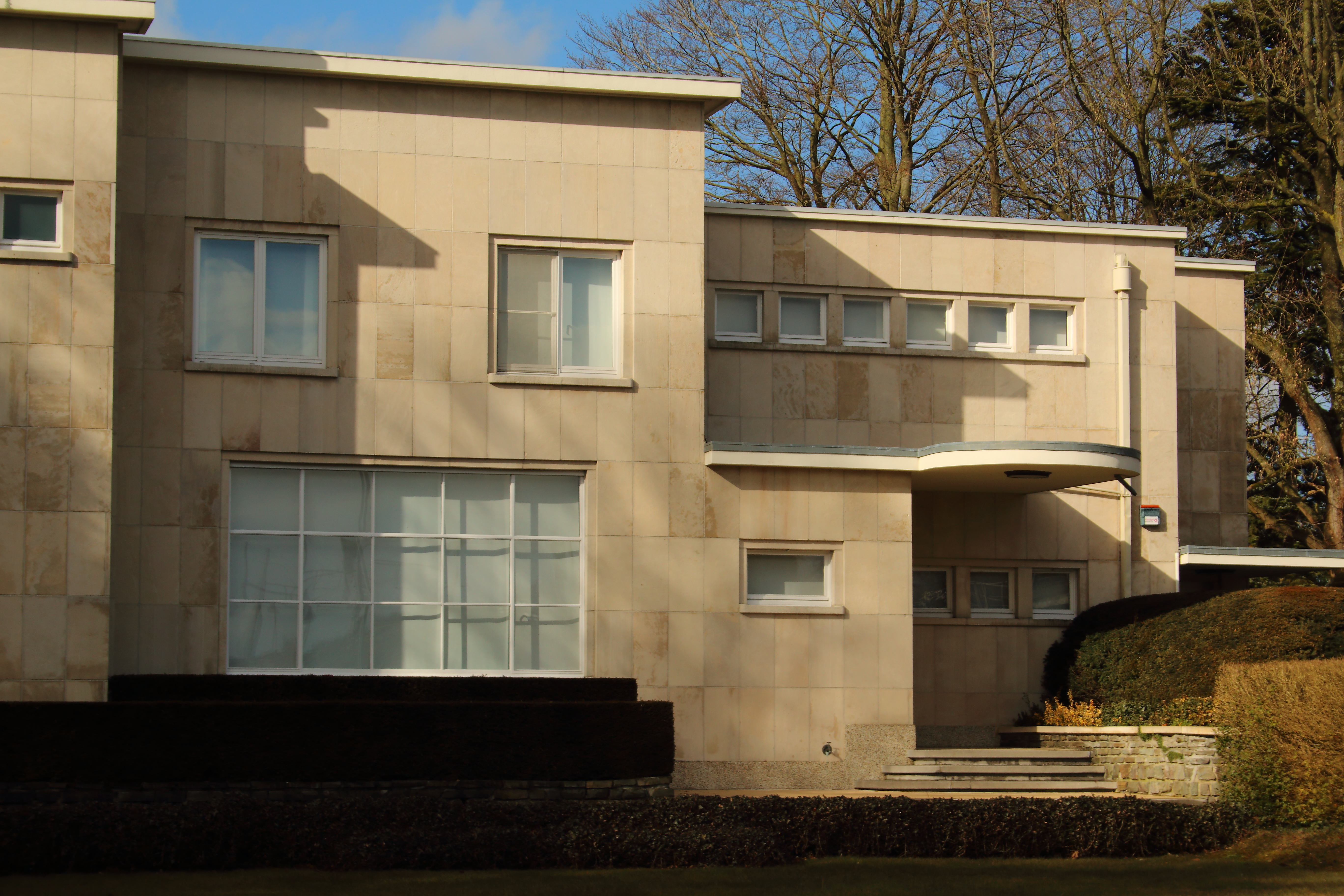
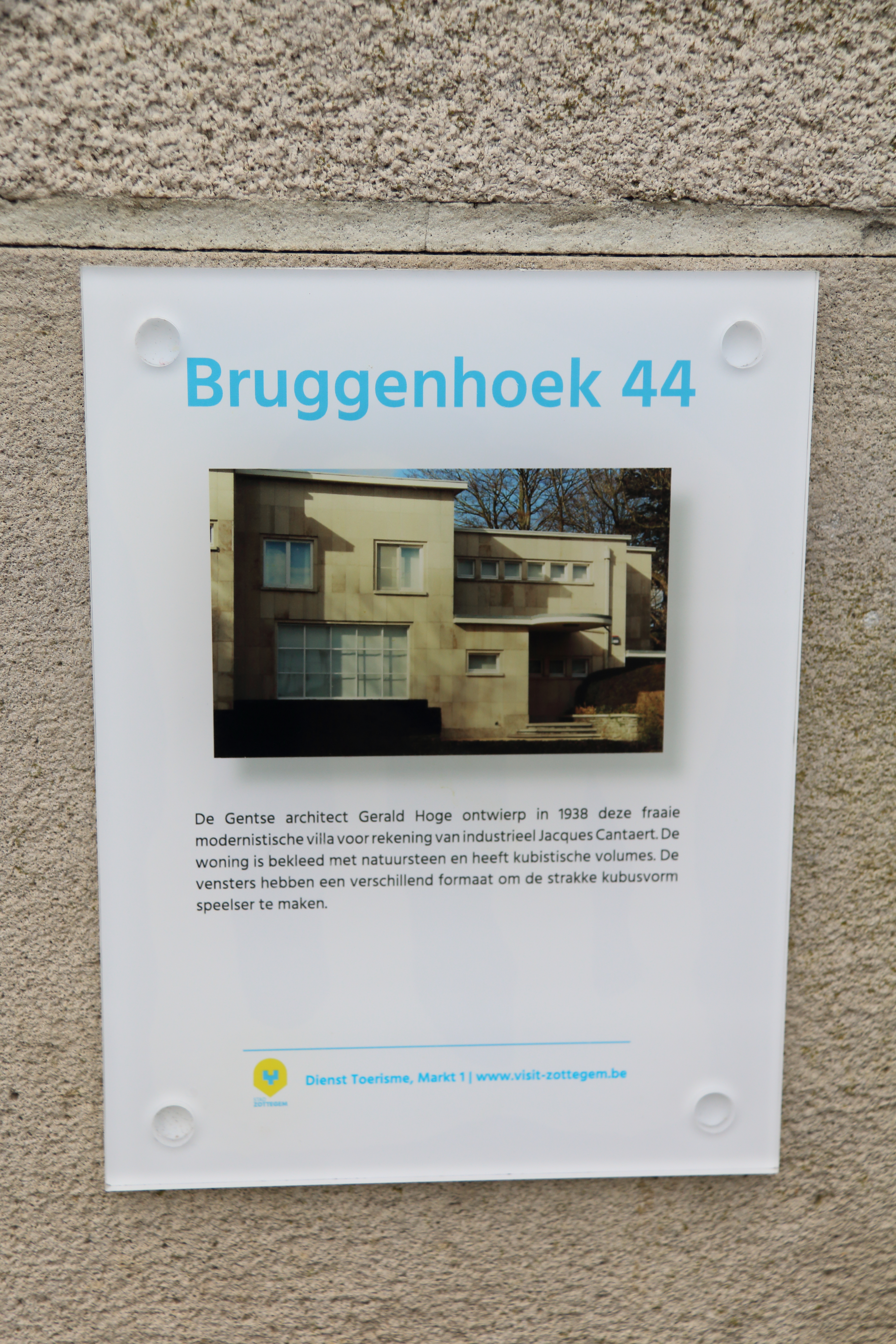
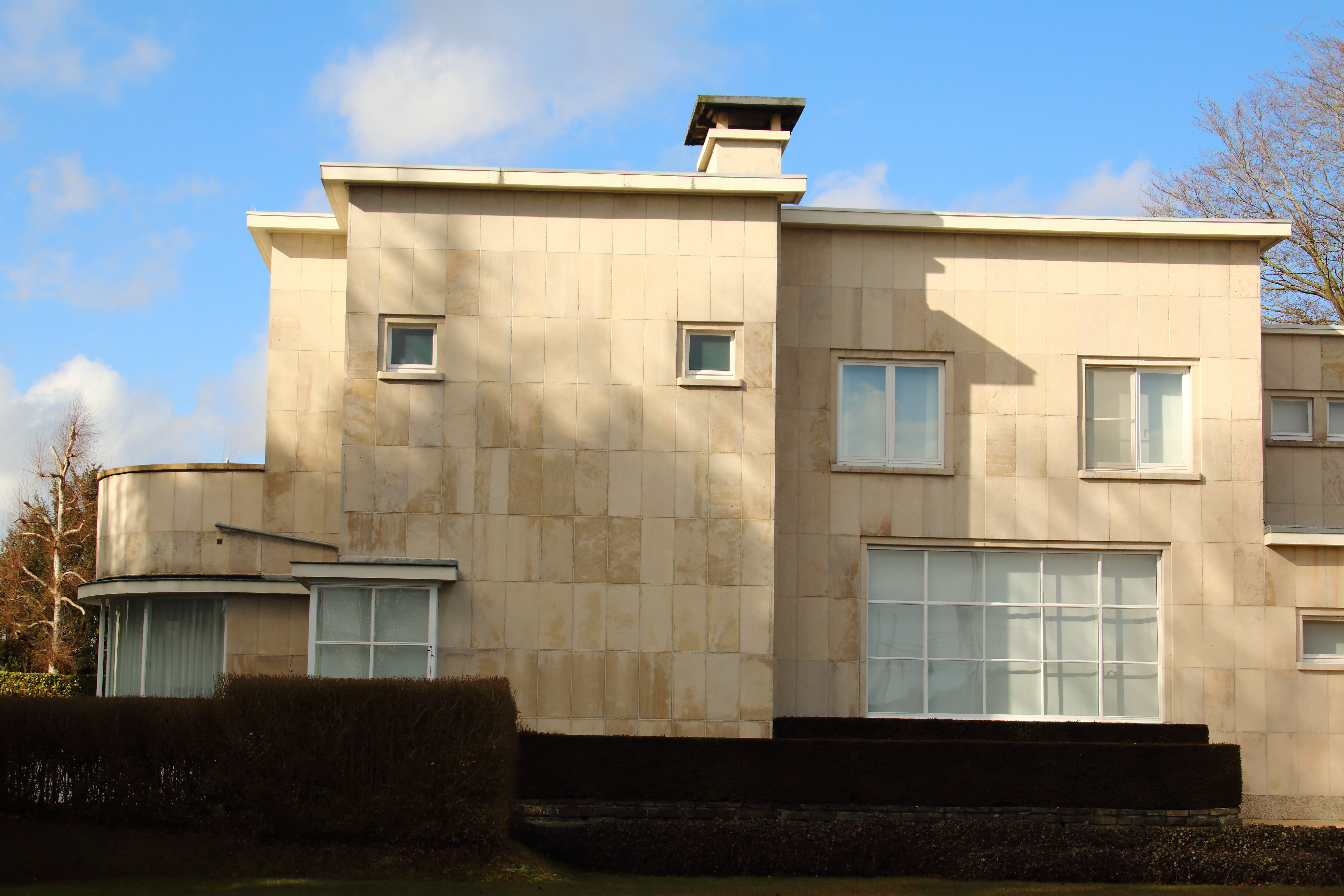